# SL(2,R)
SL(2,R) или SL2(R) — это группа вещественных матриц 2 × 2 с единичным определителем:
{\displaystyle {\mbox{SL}}(2,\mathbf {R} )=\left\{\left({\begin{matrix}a&b\\c&d\end{matrix}}\right):a,b,c,d\in \mathbf {R} {\mbox{ and }}ad-bc=1\right\}.}
Группа является простой вещественной группой Ли с приложениями в геометрии, топологии, теории представлений и физике.
SL(2,R) действует на комплексную верхнюю полуплоскость дробно-линейными преобразованиями. Действие группы факторизуется на факторгруппу PSL(2,R) ({\displaystyle 2\times 2} проективная специальная линейная группа над R). Точнее,
{\displaystyle \mathrm {PSL} (2,\mathbf {R} )=\mathrm {SL} (2,\mathbf {R} )/\{{\pm }E\}},
где E обозначает {\displaystyle 2\times 2} единичную матрицу. SL(2,R) содержит модулярную группу PSL(2,Z).
Также группа SL(2,R) тесно связана с 2-кратно накрывающей группой Mp(2,R), метаплектической группой (если рассматривать SL(2,R) как симплектическую группу).
Другая связанная группа — {\displaystyle \mathrm {SL} ^{\pm }(2,\mathbf {R} )}, группа вещественных {\displaystyle 2\times 2} матриц с определителем {\displaystyle \pm 1}. Однако эта группа наиболее часто используется в контексте модулярной группы.

## Описание
SL(2,R) — это группа всех линейных преобразований пространства R2, сохраняющие
ориентированную площадь. Группа изоморфна симплектической группе Sp(2,R) и обобщённой специальной унитарной группе SU(1,1). Группа изоморфна также группе кокватернионов единичной длины. Группа {\displaystyle \mathrm {SL} ^{\pm }(2,\mathbf {R} )} сохраняет неориентированную площадь — она может сохранять ориентацию.
Фактор PSL(2,R) имеет несколько интересных описаний:
- Это группа сохраняющих ориентацию проективных преобразований вещественной проективной прямой[англ.] {\displaystyle \mathbf {R} \cup \{\infty \}}.
- Это группа конформных автоморфизмов единичного круга.
- Это группа сохраняющих ориентацию движений гиперболической плоскости.
- Это ограниченная группа Лоренца трёхмерного пространства Минковского. Эквивалентно, она изоморфна неопределённой ортогональной группе SO+(1,2). Отсюда следует, что SL(2,R) изоморфна спинорной группе Spin(2,1)+.

Элементы модулярной группы PSL(2,Z) имеют дополнительные интерпретации, как элементы группы SL(2,Z) (как линейные преобразования тора), и эти представления можно также рассматривать в свете общей теории группы SL(2,R).

### Дробно-линейное преобразование
Элементы группы PSL(2,R) действуют на вещественную проективную прямую {\displaystyle \mathbf {R} \cup \{\infty \}} как дробно-линейные преобразования:
{\displaystyle x\mapsto {\frac {ax+b}{cx+d}}.}
Это действие аналогично действию PSL(2,C) на сфере Римана преобразованиями Мёбиуса. Действие является ограничением действия группы PSL(2,R) на гиперболической плоскости на границе бесконечности. 

### Преобразование Мёбиуса
Элементы группы PSL(2,R) действуют на комплексную плоскость преобразованием Мёбиуса:
{\displaystyle z\mapsto {\frac {az+b}{cz+d}}\;\;\;\;(a,b,c,d\in \mathbf {R} )}.
Это в точности множество преобразований Мёбиуса, сохраняющих верхнюю половину плоскости. Отсюда следует, что PSL(2,R) является группой конформных автоморфизмов верхней половины плоскости. По теореме Римана об отображении эта группа является группой конформных автоморфизмов единичного круга.
Эти преобразования Мёбиуса действуют как изометрии модели верхней половины плоскости гиперболического пространства, а соответствующие преобразования Мёбиуса диска являются гиперболическими изометриями дисковой модели Пуанкаре.
Формула выше может быть также использоваться для определения преобразования Мёбиуса дуальных и двойных чисел. Соответствующие геометрии находятся в нетривиальной связи с геометрией Лобачевского.

### Присоединённое представление
Группа SL(2,R) действует на свои алгебры Ли sl(2,R) сопряжением (вспомните, что элементы алгебры Ли также являются 2 х 2 матрицами), давая строгое 3-мерное линейное представление группы PSL(2,R). Это альтернативно можно описать как действие группы PSL(2,R) на поверхности квадратичных форм на R2. Результатом является следующее представление:
{\displaystyle {\begin{bmatrix}a&b\\c&d\end{bmatrix}}\mapsto {\begin{bmatrix}a^{2}&2ab&b^{2}\\ac&ad+bc&bd\\c^{2}&2cd&d^{2}\end{bmatrix}}.}
Форма Киллинга на sl(2,R) имеет сигнатуру (2,1) и порождает изоморфизм между PSL(2,R) и группой Лоренца SO+(2,1). Это действие группы PSL(2,R) в пространстве Минковского ограничивается до изометрического действия группы PSL(2,R) на гиперболоидной модели гиперболической плоскости.

## Классификафия элементов
Собственные значения элемента {\displaystyle A\in \mathrm {SL} (2,\mathbf {R} )} удовлетворяют уравнению для характеристического многочлена
{\displaystyle \lambda ^{2}\,-\,\mathrm {tr} (A)\,\lambda \,+\,1\,=\,0}
А потому
{\displaystyle \lambda ={\frac {\mathrm {tr} (A)\pm {\sqrt {\mathrm {tr} (A)^{2}-4}}}{2}}.}
Это приводит к следующей классификации элементов с соответствующим действием на евклидовой плоскости:
- Если |tr(A)|< 2, то элемент (матрица) A называется эллиптическим и она является поворотом.
- Если |tr(A)|= 2, то элемент A называется параболическим и она является растяжением пространства.
- Если |tr(A)|> 2, то элемент A называется гиперболическим и является отображением сжатия[англ.].

Названия соответствуют классификации конических сечений по эксцентриситету — если определить эксцентриситет как половину значения следа ({\displaystyle \epsilon ={\tfrac {1}{2}}tr}. Деление на 2 подправляет эффект размерности, в то время как абсолютное значение соответствует игнорированию знака (множителя {\displaystyle \pm 1}), когда работаем с PSL(2, R)), откуда следует: {\displaystyle \epsilon <1} для эллиптического элемента, {\displaystyle \epsilon =1} для параболического, {\displaystyle \epsilon >1} для гиперболического.
Единичный элемент 1 и отрицательный элемент −1 (в PSL(2,R) они совпадают), имеют след {\displaystyle \pm 2}, а потому по этой классификации являются параболическими элементами, хотя они часто рассматриваются отдельно.
Та же классификация используется для SL(2,C) и PSL(2,C) (преобразования Мёбиуса) и PSL(2,R) (вещественные преобразования Мёбиуса) с добавлением «локсодромных» преобразований, соответствующих комплексным следам. Аналогичные классификации используются во многих других местах.
Подгруппа, содержащая эллиптические (соответственно, параболические и гиперболические) элементы, плюс единичный элемент и отрицательный для него, называется эллиптической подгруппой (соответственно, параболической подгруппой, гиперболической подгруппой).
Эта классификация по подмножествам, не по подгруппам — эти множества не замкнуты по умножению (произведение двух параболических элементов не обязательно будет параболическим, например). Однако все элементы соединяются в 3 стандартные однопараметрические подгруппы, как описано ниже.
Топологически, поскольку след является непрерывным отображением, эллиптические элементы (без {\displaystyle \pm 1}) являются открытым множеством, как и гиперболические элементы (без {\displaystyle \pm 1}), в то время как параболические элементы (включая {\displaystyle \pm 1}) являются замкнутым множеством.

### Эллиптические элементы
Собственные значения для эллиптического элемента оба комплексные и являются сопряжёнными значениями на единичной окружности. Такой элемент сопряжён с вращением евклидовой плоскости — они могут интерпретироваться как вращения в (возможно) неортогональном базисе и соответствующий элемент группы PSL(2,R) действует как (сопряжённое) вращение гиперболической плоскости и пространства Минковского.
Эллиптические элементы модулярной группы должны иметь собственные значения {\displaystyle \{\omega ,\omega ^{-1}\}}, где {\displaystyle \omega } является примитивным 3-м, 4-м или 6-м корнем из единицы. Они все являются элементами модулярной группы с конечным порядком и они действуют на торе как периодические диффеоморфизмы.
Элементы со следом 0 можно назвать «круговыми элементами» (по аналогии с эксцентриситетом), но это используется редко. Эти следы соответствуют элементам с собственными значениями {\displaystyle \pm i} и соответствуют вращениям на {\displaystyle 90^{\circ }}, а квадрат соответствует -E — они являются нетождественными инволюциями в PSL(2).
Эллиптические элементы сопряжены внутри подгруппы вращений евклидовой плоскости, ортогональной группы SO(2). Угол вращения равен arccos-у половины следа со знаком вращения (вращение и его обратное сопряжены в GL(2), но не в SL(2).)

### Параболические элементы
Параболический элемент имеет только одно собственное значение, которое равно либо 1, либо −1. Такой элемент действует как растяжение пространства на евклидовой плоскости и соответствующий элемент группы PSL(2,R) действует как ограничение вращения гиперболической плоскости и как нулевое вращение пространства Минковского.
Параболические элементы модулярной группы действуют как скручивания Дена тора.
Параболические элементы сопряжены в 2-компонентной группе стандартных сдвигов {\displaystyle \times {\pm }E} : {\displaystyle \left({\begin{smallmatrix}1&\lambda \\&1\end{smallmatrix}}\right)\times \{\pm E\}}. Фактически, они все сопряжены (в SL(2)) с одной из четырёх матриц {\displaystyle \left({\begin{smallmatrix}1&\pm 1\\&1\end{smallmatrix}}\right)}, {\displaystyle \left({\begin{smallmatrix}-1&\pm 1\\&-1\end{smallmatrix}}\right)} (в GL(2) или {\displaystyle \mathrm {SL} ^{\pm }(2)}, {\displaystyle \pm } можно опустить, но в SL(2) опустить нельзя).

### Гиперболические элементы
Собственные значения для гиперболического элемента вещественны и противоположны. Такой элемент действует как отображение сжатия евклидовой плоскости, а соответствующий элемент PSL(2,R) действует как параллельный перенос гиперболической плоскости и как лоренцевский буст в пространстве Минковского.
Гиперболические элементы модулярной группы действуют как диффеоморфизмы Аносова тора.
Гиперболические элементы распадаются в 2-компонентную группу стандартных сжатий {\displaystyle \times {\pm }E}: {\displaystyle \left({\begin{smallmatrix}\lambda \\&\lambda ^{-1}\end{smallmatrix}}\right)\times \{\pm E\}}; гиперболический угол гиперболического вращения задаётся как arcosh половины следа, но знак может быть как положительным, так и отрицательным, в отличие от эллиптического случая. Сжатие и его обратное преобразование сопряжены в SL₂ (по вращению в осях, для стандартных осей вращение осуществляется на {\displaystyle 90^{\circ }}).

### Классы сопряжённости
По Жордановой нормальной форме матрицы классифицируются с точностью до сопряжённости (в GL(n,C)) по собственными значениями и нильпотентности (конкретно, нильпотентность означает, где стоят единицы в клетках Жордана). Такие элементы группы SL(2) классифицируются с точностью до сопряжённости в GL(2) ({\displaystyle \mathrm {SL} ^{\pm }(2)}) по следу (поскольку определитель фиксирован, а след и определитель определяются собственными значениями), за исключением случая, когда собственные значения равны, так что элементы равны {\displaystyle \pm E} и параболические элементы следа +2 и следа −2 не сопряжены (первый не имеет недиагональных элементов в форме Жордана, в то время как второй имеет).
С точностью до сопряжённости в SL(2) (вместо GL(2)), существует дополнительная информация, соответствующая ориентации — (эллиптические) вращения по часовой и против часовой стрелки не сопряжены, не являются положительным или отрицательным сдвигом, как описывалось выше. Тогда для абсолютного знaчения следа меньшего 2 существует два сопряжённых класса для каждого следа (вращения по часовой или против часовой стрелки). Для абсолютного значения следа равного 2, существует три сопряжённых класса для каждого следа (положительный сдвиг, нулевой сдвиг, отрицательный сдвиг). Для абсолютного значения следа большего 2 существует один класс сопряжённости для данного следа.

## Топологическое и универсальное накрытие
Как топологическое пространство, PSL(2,R) можно описать как единичное касательное расслоение гиперболической плоскости. Оно является расслоением на окружности и имеет естественную контактную структуру, порождённую симплектической структурой на гиперболической плоскости. Группа SL(2,R) является 2-кратным накрытием группы PSL(2,R) и её можно рассматривать как расслоение спиноров на гиперболической плоскости.
Фундаментальная группа группы SL(2,R) является конечной циклической группой Z. Универсальная накрывающая группа, обозначаемая {\displaystyle {\overline {{\mbox{SL}}(2,\mathbf {R} )}}}, является примером конечномерной группы Ли, не являющейся матричной группой. То есть {\displaystyle {\overline {{\mbox{SL}}(2,\mathbf {R} )}}} не допускает точного конечномерного представления.
Как топологическое пространство {\displaystyle {\overline {{\mbox{SL}}(2,\mathbf {R} )}}} является линейным расслоением над гиперболической плоскостью. Если пространство снабжено левоинвариантно метрикой, трёхмерное многообразие {\displaystyle {\overline {{\mbox{SL}}(2,\mathbf {R} )}}} становится одним из восьми геометрий Тёрстона. Например, {\displaystyle {\overline {{\mbox{SL}}(2,\mathbf {R} )}}} является универсальным накрытием единичного касательного расслоения для любой гиперболической поверхности. Любое многообразие, смоделированное на {\displaystyle {\overline {{\mbox{SL}}(2,\mathbf {R} )}}}, является ориентируемым и является расслоением на окружности над некоторым двумерным гиперболическим орбиобразием (расслоение Зейферта).
При таком накрытии прообраз модулярной группы PSL(2,Z) является группой кос на 3 генераторах, B3, которая является универсальным центральным расширением модулярной группы. Они являются решётками внутри соответствующих алгебраических групп и это соответствует алгебраически универсальной накрывающей группе в топологии.
2-кратная накрывающая группа может быть названа Mp(2,R), метаплектической группой, если понимать SL(2,R) как симплектическую группу Sp(2,R).
Вышеупомянутые группы образуют последовательность:
{\displaystyle {\overline {\mathrm {SL} (2,\mathbf {R} )}}\to \cdots \to \mathrm {Mp} (2,\mathbf {R} )\to \mathrm {SL} (2,\mathbf {R} )\to \mathrm {PSL} (2,\mathbf {R} ).}
Однако, имеются другие накрывающие группу PSL(2,R) группы, соответствующие всем n, таким, что {\displaystyle n\mathbf {Z} <\mathbf {Z} \cong \pi _{1}(\mathrm {PSL} (2,\mathbf {R} ))}, так что они образуют решётку накрывающих групп по делимости. Они являются накрытием SL(2,R) тогда и только тогда, когда n чётно.

## Алгебраическая структура
Центр группы SL(2,R) является двухэлементной группой {\displaystyle \{\pm 1\}} и фактор PSL(2,R) является простой группой.
Дискретные подгруппы группы PSL(2,R) называются фуксовыми группами. Они являются гиперболическим аналогом евклидовых групп обоев и групп бордюра. Наиболее известной из них является модулярная группа PSL(2,Z), которая действует на замощение гиперболической плоскости идеальными треугольниками.
Группа U(1), которую можно рассматривать как SO(2), является максимальной компактной подгруппой группы SL(2,R) и окружность {\displaystyle \mathrm {SO} (2)/\{\pm 1\}} является максимальной компактной подгруппой группы PSL(2,R).
Мультипликатор Шура дискретной группы PSL(2,R) много больше группы Z и универсальное центральное расширение много больше универсальной накрывающей группы. Однако эти большие центральные расширения не принимают во внимание топологию и в чём-то патологичны.

## Теория представления
SL(2,R) является вещественной некомпактной простой группой Ли и является расщепленной вещественной формой комплексной группы Ли SL(2,C). Алгебра Ли группы SL(2,R), обозначаемая как sl(2,R), является алгеброй всех вещественных, бесследовых {\displaystyle 2\times 2} матриц. Это алгебра Бьянки типа VIII.
Конечномерная теория представлений группы SL(2,R) эквивалентна теории представлений SU(2), которая является компактной вещественной формой группы SL(2,C). В частности, SL(2,R) не имеет нетривиальных конечномерных унитарных представлений. Это является свойством любой связной простой некомпактной группы Ли. Для наброска доказательства см. статью «Неунитарность представления».
Бесконечномерная теория представлений группы SL(2,R) весьма интересна. Группа имеет несколько семейств унитарных представлений, которые в деталях разрабатывали Гельфанд и Наймарк (1946), В. Баргман (1947) и Хариш-Чандра (1952).